# Herenhuis Tassijnshuis

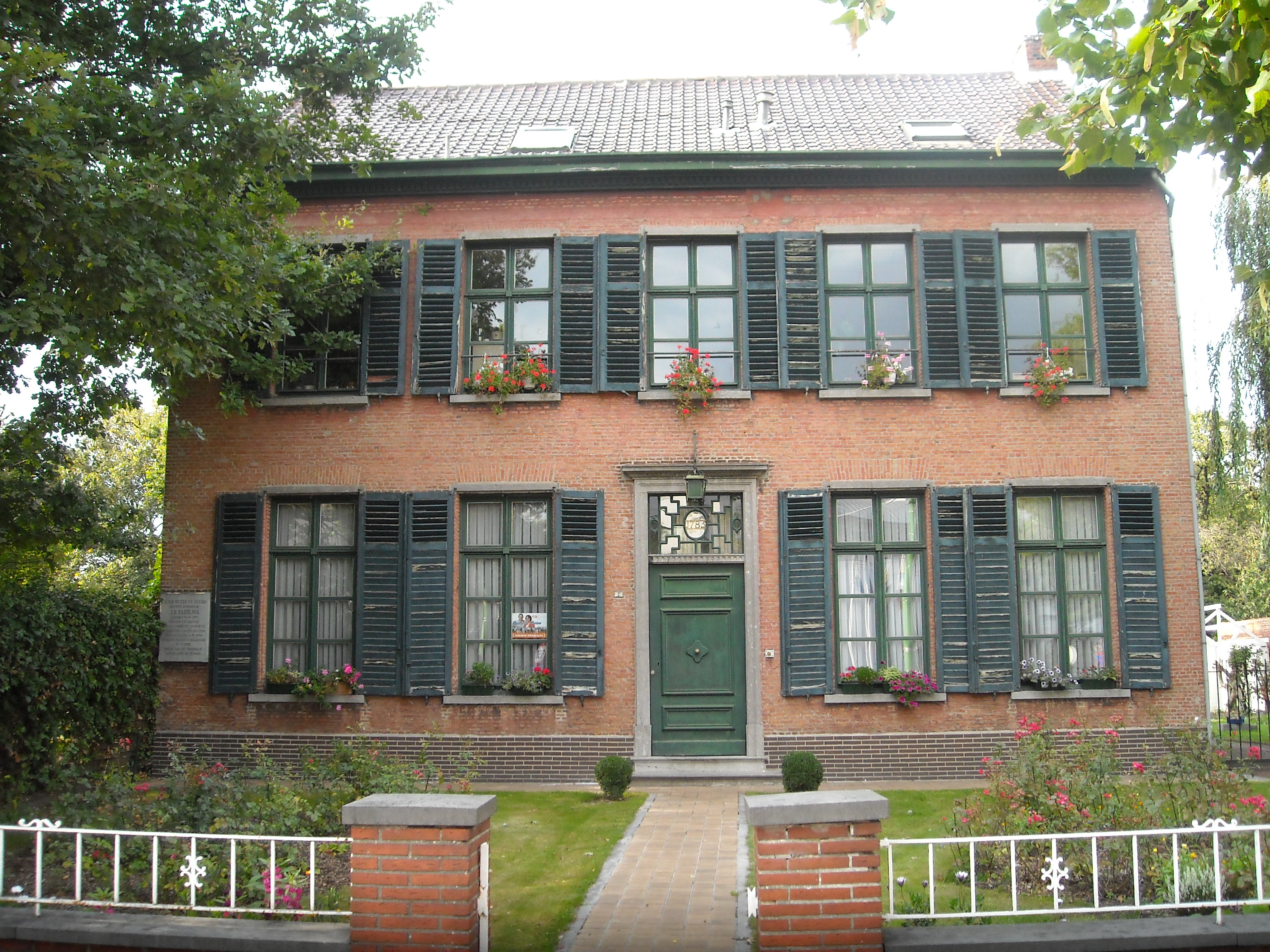
Tassijnshuis Polderstraat 2

Het Herenhuis Tassijnshuis met bakhuis is gelegen aan de Polderstraat 2 te Zwijndrecht en is aangeduid als beschermd monument sinds 12 december 2012.

## Geschiedenis
In 1780 kocht Jan Baptist Tassijns, in dat jaar baljuw en meier van de heerlijkheden Zwijndrecht en Burcht, een huis grenzend aan de oude pastorie van Zwijndrecht, wellicht dit pand gelegen aan de Polderstraat 2. Het herenhuis heeft waarschijnlijk een oudere kern die in 1785 werd gerenoveerd in een sobere classicistische stijl. Het bovenlicht in de voordeur vermeldt het jaar 1785. De familie Tassijns bleef eigenaar tot het begin van de 19e eeuw.

## Beschrijving
Het pand bestaat uit twee bouwlagen en telt vijf traveeën met bovenop een zadeldak van mechanische pannen met daglichten. De voorgevel heeft een centrale toegangsdeur en is symmetrisch ingedeeld. De rechthoekige ramen zijn voorzien van een hardstenen onderdorpel. In het interieur, dat in de 20e eeuw grote veranderingen onderging, zijn verschillende onderdelen uit de laat-18e eeuw bewaard gebleven, waaronder een eikenhouten trap en twee schoorsteenmantels, waarvan een met bas-reliëf in Lodewijk XVI-stijl. De andere schoorsteenmantel, op de bovenverdieping, heeft een weelderiger uitgewerkt bas-reliëf. Haaks op de woning staat het bakhuis dat uit een bouwlaag bestaat met twee traveeën.

## Gedenkplaat
In 1949 werd op de gevel van het Tassijnshuis een gedenkplaat aangebracht ter nagedachtenis van pastoor Michaël Cop en Jan Baptist Tassijns, beiden belangrijk tijdens de Boerenkrijg, met als tekst: 'Voor outer en heerd / Dit huis bewoonde J.-B. Tassijns, geboren / 9-9-1751, Baljuw en Griffier van Zwijndrecht / en Burcht, Voorzitter van het kanton. Hier / gevangen 2-3-1799. / Neergeschoten te Haasdonk / 5-3-1799 / Hulde van het dankbaar nageslacht / 10-7-1949' .